# La Garde, Alpes-de-Haute-Provence
La Garde är en kommun i departementet Alpes-de-Haute-Provence i regionen Provence-Alpes-Côte d'Azur i sydöstra Frankrike. Kommunen ligger  i kantonen Castellane som ligger i arrondissementet Castellane. År 2022 hade La Garde 126 invånare.

## Befolkningsutveckling
Antalet invånare i kommunen La Garde
Referens: INSEE